# Liste des spécialités régionales françaises de fromages
Cet article présente une liste des spécialités régionales françaises de fromages classées par région et département.

## Alsace

### Bas-Rhin
- Fromages à pâte fraîche : le Bibeleskaes

Fromages à pâte pressée : le bargkas, ail des ours

### Haut-Rhin
- Fromages à pâte molle à croûte lavée : le munster, géromé.
- Fromages à pâte fraîche : le bibeleskaes

## Aquitaine

### Lot
- Fromages à pâte fraîche : le Rocamadour, le Cabécou d'Autan, le Trappe Échourgnac

### Landes
- Amou

### Lot-et-Garonne
- Fromages à pâte persillée : le Bleu de Quercy

### Pyrénées-Atlantiques
- Fromages à pâte pressée non cuite : l'ossau-iraty, la Tomette de Brebis, l'Etorki, l'Esbareich.
- la tomme des Pyrénées, la tomette de brebis

## Auvergne
- Fromages à pâte pressée non cuite : le saint-nectaire
- Fromages à pâte molle à croûte fleurie : le Murol du Grand Bérioux
- Fromages à pâte fraîche : le gaperon
- Fromages à pâte persillée : le bleu d'Auvergne,

### Allier
- Fromages à pâte pressée non cuite : Le Délice du Chalet, le Grand Tomachon
- Fromages à pâte molle à croûte lavée : le chambérat fermier
- Fromages à pâte molle à croûte fleurie : le Charolais

### Cantal
- Fromages à pâte pressée non cuite : le cantal, le salers
- Fromages à pâte fraîche : la tome fraîche
- Fromages à pâte persillée : la fourme de Cantal, la fourme d'Ambert, la fourme de Mézenc, le Carré d'Aurillac, le bleu de Thiézac, le Fromage de Pays.
- à classer : rigotte de Pelussin, le Roue de Ris

### Haute-Loire
- Fromages à pâte molle à croûte fleurie : la Brique
- Fromages à pâte persillée : la fourme de Montbrison, le Bleu de Costaros, le Bleu de Langeac, le Bleu de Loudes, le Rochebarron, le Saint Agur, le Montbriac

### Puy-de-Dôme
- Fromages à pâte pressée non cuite : le saint-Nectaire
- Fromages à pâte persillée : le Bleu de Laqueuille, la fourme d'Ambert
- Fromages à pâte molle à croûte fleurie : la Brique du Forez

## Bourgogne
- Fromages à pâte molle à croûte fleurie : le Brillat-savarin, le Charolais, le Délice de Bourgogne
- Fromages à pâte molle à croûte lavée : l'Aisy Cendré

### Côte-d'Or
- Fromages à pâte molle à croûte lavée : l'Époisses
- Fromages à pâte molle à croûte lavée : le Trou du Cru

### Nièvre
- Fromages à pâte molle à croûte fleurie : le Crottin de Chavignol

### Saône-et-Loire
- Fromages à pâte molle à croûte fleurie : le Charolais

### Yonne
- Fromages à pâte molle à croûte fleurie : le Chaource
- Fromages à pâte molle à croûte lavée : le Soumaintrain, l'Époisses
- Fromages à pâte molle à croûte naturelle : la Boulette de la Pierre-qui-Vire
- Fromages à pâte fraîche : la Boule des moines, le Saint-Florentin

## Bretagne

### Morbihan
- Trappe de Timadeuc

## Centre-Val de Loire

### Cher
- Fromages à pâte pressée non cuite : le Grand Tomachon,
- Fromages à pâte molle à croûte fleurie : le Crottin de Chavignol, le Feuille de Dreux

### Indre-et-Loire
- Fromages à pâte fraîche : le Sainte-maure-de-touraine, la Couronne Lochoise

### Indre
- Fromages à pâte molle à croûte fleurie : le Pouligny-saint-pierre, le Valençay

### Loir-et-Cher
- Fromages à pâte molle à croûte fleurie : le Selles-sur-cher, le Valençay

### Loiret
- Fromages à pâte molle à croûte fleurie : le Bondaroy au foin ou le Pithiviers au foin, le Crottin de Chavignol
- À classer : le Chécy, le Frinault et Frinault cendré, l'Olivet bleu et l'Olivet cendré

## Champagne-Ardenne
- Fromages à pâte molle à croûte fleurie : le Brie de Meaux, le Carré de l'Est, le Coulommiers, le Gratte Paille

### Ardennes
- Fromages à pâte molle à croûte lavée : le Void, le Rocroi

### Aube
- Fromages à pâte molle à croûte fleurie : le Chaource (fromage)
- À classer : le Grand Condé, le Mussy, le Rempart, le Vignotte

### Haute-Marne
- Fromages à pâte molle à croûte fleurie : le Caprice des Dieux
- Fromages à pâte molle à croûte lavée : le Langres
- Fromages à pâte molle à croûte lavée : l'Époisses

## Corse
- Les fromages fermiers de Corse.
- À classer : le Calinzanincu.

### Corse-du-Sud
- Fromages à pâte pressée non cuite : les fromages de sartinesi

### Haute-Corse
- Fromages à pâte pressée non cuite : les tomes corses,
- Fromages à pâte molle à croûte naturelle : la marque Corsica
- Fromages à pâte molle à croûte lavée : le niolo, les fromages venachese (« type venaco »), la marque Brin d'Amour apposée sur un fromage recouvert d'herbes aromatiques.
- Fromages à pâte fraîche : le brocciu, la fourme d'Asco
- Fromages à pâte persillée : le bleu de Corse
- La marque A Filetta apposée sur 6 types de fromages.

## DOM-TOM

### La Réunion
- À classer :
- le Fromage des Plaines ;
- le fromage Mont Bébour ;
- le fromage Piton Maïdo ;
- le fromage Piton des Neiges, fromage au lait de vache à pâte pressée[réf. souhaitée] ;
- le fromage Le Gouverneur ;
- le fromage Cap Noir ;
- le fromage Notre Dame de la Paix, fromage au lait de vache à pâte molle produit par les Fromageries de Bourbon à partir de lait pasteurisé des Hautes Plaines[réf. souhaitée] ;
- le fromage le saint-paulin[réf. nécessaire] ;
- le fromage Délice de la Sicalait, fromage au lait de vache à pâte molle[1],[2] ;
- le fromage La Fournaise, fromage au lait de vache à pâte pressée[réf. souhaitée] ;
- le fromage Takamaka, fromage au lait de chèvre présenté sous forme de bûchette ou de faisselle[réf. souhaitée] ;
- le fromage Ti frais des Hauts,fromage au lait de vache à pâte fraîche[réf. souhaitée] ;
- le fromage La Petite Raclette ;
- le fromage petit moka ;
- etc.

## Franche-Comté

### Doubs
- Fromages à pâte molle :

| Nom                   | Lieu de fabrication                                                                                                   | Label |
| --------------------- | --- | ----- |
| Le Vacherin Mont-d'Or | Les Monts de Joux de Bannans Fromageries ARNAUD Fromagerie Badoz Coopérative de Doubs Fromagerie Michelin de St Point | AOP   |
| L'Edel de Cléron      | Fromagerie Jean PERRIN                                                                                                |       |
| Fromager des clarines | Fromagerie Jean PERRIN                                                                                                |       |
| Le Cacouyard          | Fromageries ARNAUD à Septfontaine                                                                                     |       |
| Le Bon Grivois        | Fromageries ARNAUD à Septfontaine                                                                                     |       |
| Le bourrichon         | BADOZ à pontarlier |       |
| Crémeux du Jura       | BADOZ à pontarlier |       |
| Le Mamirolle          | ENIL de Mamirolle |       |
| Le Champagney         | Fromagerie du Pré Verdot à Pouilley-Les-Vignes                                                                        |       |
| Le Champ'Lu           | Fromagerie du Pré Verdot à Pouilley-Les-Vignes                                                                        |       |

- Fromages à pâte pressée non cuite : le Morbier, la Raclette, le Mamirolle
- Fromages à pâte pressée cuite : le Comté, le Comté extra, le Comté sélection, l'Emmental
- Fromages à pâte fondue : la Cancoillotte ou Cancoyotte, le Metton
- Fromages à pâte persillée :

### Haute-Saône
- Fromages à pâte fondue : la Cancoillotte ou Cancoyotte, le Metton
- Fromages à pâte molle à croûte lavée : le Munster

### Jura
- Fromages à pâte molle :

| Nom                    | Lieu de fabrication        | Déclinaisons                   |
| ---------------------- | -------------------------- | ------------------------------ |
| Le Petit Mournier      | Fromagerie des Grands Prés | Nature Aux graines de fénugrec |
| Le Polinois            | ENIL bio                   |                                |
| Le moelleux d'Arinthod | fruitière d'Arinthod       |                                |

- Fromages à pâte pressée non cuite :

| Nom                 | Lieux de fabrication | Label |
| ------------------- | --- | ----- |
| le Morbier          | Fruitière de Chevigny Fruitière de la ferté Fruitière Bio du Val de Loue Fruitière de Salin les Bains Bracon Fruitière du Plateau Arboisien ENILbio Coopérative du Plateau de Plasne SCAF Fruitière du Plateau de Nozeroy Coopérative fromagère du Mont Rivel Fruitière des Côteaux de Seille Fruitière de Granges-sur-Baume Vevy Chalet Route des Terroirs - Monts & Terroir Fruitière de la Vallée du Hérisson SCAF Fruitière du Pays Grandvallier Fruitière de Grande Rivière Morbier Les Fromageries du Revermont Fromagerie Marcel Petite Lajoux | AOP   |
| la Raclette         | Fruitière de Chevigny Fruitière de la ferté Fruitière de Salin les Bains Bracon Fruitière du Plateau Arboisien Coopérative du Plateau de Plasne Coopérative fromagère du Mont Rivel Fruitière des Côteaux de Seille |       |
| Tomme du jura       | Fruitière de Chevigny Fruitière de la ferté Coopérative du Plateau de Plasne Fruitière des Côteaux de Seille Fruitière de Granges-sur-Baume |       |
| Tomme grise du jura | Fruitière des Côteaux de Seille |       |
| le Grimont          | ENILbio |       |

- Fromages à pâte pressée cuite : le Comté   le Comté extra   le Comté sélection, la Fertoise
- Fromages à pâte fondue :  La vache qui rit
- Fromages à pâte persillée :  Bleu de Gex, Bleu de la Marre

### Territoire de Belfort
- Fromages à pâte molle à croûte lavée : le Munster

## Île-de-France
- Fromages à pâte molle à croûte fleurie : le Brie de Meaux, le Brie noir, le Brie fermier, le Coulommiers, le Gratte Paille

### Seine-et-Marne
- Fromages à pâte molle à croûte fleurie : le Brie de Coulommiers, le Brie de Meaux, le Brie de Melun, le Brie de Melun bleu, le Brie de Montereau, le Brie de Nangis, le Brie petit moulé, le Brie laitier, le Coulommiers
- À classer : le Chevru

### Val-d'Oise
Le chèvre cendré fabriqué  dans le  vexin français.
Le RocheBaron , le fromage tient son nom du château situé à la Roche Guyon.

### Yvelines
- Fromages à pâte molle à croûte fleurie : la Feuille de Dreux

## Languedoc-Roussillon
- Fromages à pâte molle à croûte fleurie : le Pélardon,
- À classer :

### Gard
- Fromages à pâte molle à croûte naturelle : le Rogeret des Cévennes, le Picodon

### Lozère
- Fromages à pâte fraîche : la tome fraîche
- Fromages à pâte molle à croûte fleurie : le Fédou

## Limousin

### Corrèze
- Fromage au lait de chèvre : le feuille du Limousin
- Fromages à pâte pressée non cuite : le Pavé corrézien

### Creuse
- Le creusoit fabriqué par la famille Lepetit à Faux-la-Montagne.

## Lorraine
- Fromages à pâte pressée non cuite : le Saint-paulin, Emmental grand cru,
- Fromages à pâte molle à croûte fleurie : le Carré de l'Est
- Fromages à pâte fondue : la Cancoillotte ou Cancoyotte
- À classer : Château-Blamont

### Meurthe-et-Moselle
- Fromages à pâte molle à croûte lavée : le Munster

### Meuse
- Fromages à pâte molle à croûte fleurie : le Brie de Meaux

### Moselle
- Fromages à pâte molle à croûte lavée : le Munster

### Vosges
- Fromages à pâte molle à croûte lavée : le Munster
- Fromages à pâte pressée cuite : Cœur de massif

## Midi-Pyrénées
- Fromages à pâte fraîche : le caillé
- À classer : les cabécous

### Ariège
- Fromages à pâte pressée non cuite : Le Calebasse, le Bethmale, le Couseran, les fromages de la marque Le Moulis,

### Aveyron
- Fromage de lactosérum : la recuite (recuècha) (brebis)
- Fromages à pâte fraîche : le caillé (brebis), la tome fraîche (vache)
- Fromages à pâte molle à croûte fleurie : le pérail (brebis), le cabécou (chèvre),
- Fromages à pâte pressée non cuite : la fourme de Laguiole (vache) et, dans un affinage intermédiaire, la graisse de Noël
- Fromages à pâte persillée : le roquefort (brebis), le bleu des causses (vache) (anciennement bleu de l'Aveyron)

### Hautes-Pyrénées
- Fromages à pâte pressée non cuite : la Tomette de Brebis, Esbareich,

### Lot
- Fromages à pâte fraîche : le Camisard, le rocamadour

## Nord-Pas-de-Calais

### Nord
- Fromages à pâte pressée non cuite :
  - le Bergues
  - le Gouda français
  - la Mimolette, également dénommée Boule de Lille
  - le Mont des Cats
  - le Saint-Paulin
- Fromages à pâte molle à croûte lavée :
  - le Carré du Vinage
  - le Dauphin
  - le Gris de Lille, dénommé également Vieux puant
  - le Larron d'Ors
  - le Losange de Thiérache
  - le Maroilles (fromage), le mignon correspond à un demi Maroilles
  - le Maroilles-Gris
  - le Vieux-lille (variante du Maroilles)
  - le Mont des Cats
- Autres
  - la Boulette d'Avesnes
  - les Crottins Avesnois
  - Le Boulet de Cassel

### Pas-de-Calais
- Fromages à pâte molle à croûte lavée :
  - le Cœur d'Arras,
  - le Rollot

## Normandie
- Fromages à pâte pressée non cuite : le Saint-paulin
- Fromages à pâte molle à croûte fleurie : le Brillat-savarin, le Camembert au calvados, le Camembert de Normandie, le Camembert fermier, le Bondard

### Calvados
- Fromages à pâte molle à croûte lavée : le Livarot, le Pavé d'Auge, le Pont-l'évêque

### Eure
- Fromages à pâte molle à croûte fleurie : la Feuille de Dreux
- Fromages à pâte fraîche : le Boursin

### Manche
- Fromages à pâte pressée non cuite : la Trappe de Bricquebec
- Fromages à pâte molle à croûte fleurie : le Camembert fermier de Grosville, le Camembert fermier de Le Theil

### Orne
- Fromages à pâte molle à croûte fleurie : le Camembert fermier de Camembert, le Camembert de Normandie

### Seine-Maritime
- Fromages à pâte molle à croûte fleurie : la Bouille, le Carré de Bray, le Neufchâtel, le Gournay affiné.
- Fromages à pâte fraîche : Le Gournay frais.
- Fromages à pâte pressé non cuite: la tome au cidre

## Pays de la Loire

### Loire-Atlantique
- Fromages à pâte molle à croûte lavée : le Curé nantais

### Mayenne
- Fromages à pâte molle à croûte fleurie : Le Bon Mayennais,
- Fromages à pâte pressée non cuite : Le Chaussée aux Moines

### Sarthe
- Bouine
- Cousteron

### Vendée
- Fromages à pâte molle à croûte lavée : le Curé nantais

## Picardie

### Aisne
- Fromages à pâte molle à croûte fleurie : le Belle des champs
- Fromages à pâte molle à croûte lavée : le Maroilles, le Dauphin, le Manicamp

### Somme
- Fromages à pâte molle à croûte lavée : le Rollot

## Poitou-Charentes
- Fromages à pâte molle à croûte fleurie : le Carré du Poitou, le Chabis
- Fromages à pâte fraîche : la Faisselle
- Fromages à pâte pressée non cuite : la Bûche du Poitou
- À classer : le Chèvre du Poitou, le Chavroux

### Charente-Maritime
- Fromages à pâte fraîche : la Caillebote d'Aunis
- Fromages à pâte pressée non cuite : le Tricorne de Marans

### Charente
- Fromages à pâte molle à croûte fleurie : le Mottin charentais
- Fromages à pâte fraîche : le Mansle (chèvre ou vache), la taupinière charentaise (chèvre)

### Deux-Sèvres
- Fromages à pâte molle à croûte fleurie : le Chabichou du Poitou

## Provence-Alpes-Côte d'Azur
- Fromages à pâte fraîche : la Brousse, le Caillé

### Alpes-de-Haute-Provence
- Fromages à pâte molle à croûte fleurie : le Banon, la Tomme de l'Ubaye

### Alpes-Maritimes
- Fromages à pâte fraîche : la Brousse

### Bouches-du-Rhône
- Fromages à pâte fraîche : la Brousse du Rove

### Hautes-Alpes
- Fromages à pâte molle à croûte fleurie : le Saint-laurent, le Banon

### Vaucluse
- Fromages à pâte molle à croûte fleurie : le Banon, le Picodon

## Rhône-Alpes
- Fromages à pâte fraîche : le Caillé, le Sérac
- Fromages à pâte persillée : le Bleu du Vercors
- Fromages à pâte pressée cuite : l'Emmental grand cru

### Ain
- Fromages à pâte persillée : le Bleu de Bresse, le Bleu de Gex
- Fromages à pâte pressée cuite : le Comté, le Comté extra, le Comté sélection

### Ardèche
- Fromages à pâte molle à croûte fleurie : le Picodon

### Drôme
- Fromages à pâte molle à croûte fleurie : le Saint-marcellin, le Banon, le Picodon (chèvre)

### Isère
- Fromages à pâte molle à croûte fleurie : le Saint-marcellin, le Saint-félicien et l'étoile du Vercors
- Fromages à pâte persillée : le Bleu du Vercors-Sassenage

### Loire
- Fromages à pâte persillée : la Fourme de Montbrison
- Fromages à pâte pressée non cuite : le Vachard
- Fromages à pâte molle à croûte fleurie : la Rigotte de Condrieu, la Brique du Forez, le Charolais

### Rhône
- Fromages à pâte molle à croûte fleurie : le Sans-souci ou Gros Romans, la Pierre dorée, la Rigotte de Condrieu, le Charolais
- Fromages à pâte fraîche : la Cervelle de canut

### Savoie
- Fromages à pâte pressée non cuite : la raclette, la tomme de Savoie, la tome des Bauges, la tomme crayeuse
- Fromages à pâte pressée cuite : le beaufort d'alpage, le beaufort de Savoie, le beaufort d'hiver, l'emmental de Savoie, le gruyère
- Fromages à pâte molle à croûte fleurie : le saint-marcellin
- Fromages à pâte molle à croûte lavée : le reblochon, le Tamié, le vacherin des Bauges.
- Fromages à pâte fondue : le Fromage aux noix
- Fromages à pâte persillée : le Tignard, le Beaumont, le bleu de Termignon, le Bleu de Sainte-Foy
- À classer : le Chevrotin, la Dent de chat fabriqué uniquement à Yenne, le Grataron de Arèsches, les Graviers du Guiers

### Haute-Savoie
- Fromages à pâte pressée non cuite : la Raclette, la Tomme de Savoie, la Tome des Bauges
- Fromages à pâte molle à croûte lavée : le Reblochon
- Fromages à pâte persillée : le persillé des Aravis
- Fromages à pâte pressée cuite : l'Abondance